# 拓西可汗
拓西可汗（？—716年），突厥可汗，阿史那氏，名匐俱，默啜之子。又称移涅可汗、泥涅可汗。
699年，默啜立阿史那匐俱为小可汗，地位在左、右厢察之上，主管金山以西的原西突厥处木昆等十姓，兵四万余人，又号称拓西可汗。714年，受命与同俄特勤等率精骑围攻北庭都护府，与唐都护郭虔瓘战于城下，同俄特勤被杀，移涅可汗兵败而还。716年六月廿九，拔曳固部落溃兵颉质略将默啜伏击斩杀，拓西小可汗继立大可汗，称移涅可汗。默啜之兄颉跌利施可汗骨咄禄次子阙特勤不服，将匐俱击杀，同时杀其父亲信大臣。扶立颉跌利施可汗的长子默棘连为可汗。